# Telaranea iriomotensis
Telaranea iriomotensis là một loài Rêu trong họ Lepidoziaceae. Loài này được T. Yamag. & Mizut. mô tả khoa học đầu tiên năm 1983.